# Victor Jara (sång)
Victor Jara är en låt av det svenska proggbandet Hoola Bandoola Band. Låten
utgavs på albumet Fri information från 1975 samt på singel samma år (MNW 46S). Den skrevs av medlemmen Mikael Wiehe.
"Victor Jara" handlar om Chiles ekonomi, och är inspirerad av Bob Dylan-låten "John Wesley Harding".
Låten tar ett citat ur boken Maos lilla röda (som innehåller citat från Mao Zedong), i texten: "Och att dö för förtjänst det väger lätt som en fjäder, men att dö för sitt folk det väger tungt som en sten".
"Victor Jara" finns även med på samlingsalbumet Hoola Bandoola Band 1971 - 1976. En liveversion av låten finns med på albumet …för dom som kommer sen.